# Goffredo Gastaldi
Goffredo Gastaldi (Messina, 17 ottobre 1910 – Mar Mediterraneo, 18 dicembre 1941) è stato un militare e aviatore italiano, decorato di Medaglia d'oro al valor militare alla memoria nel corso della seconda guerra mondiale.

## Biografia

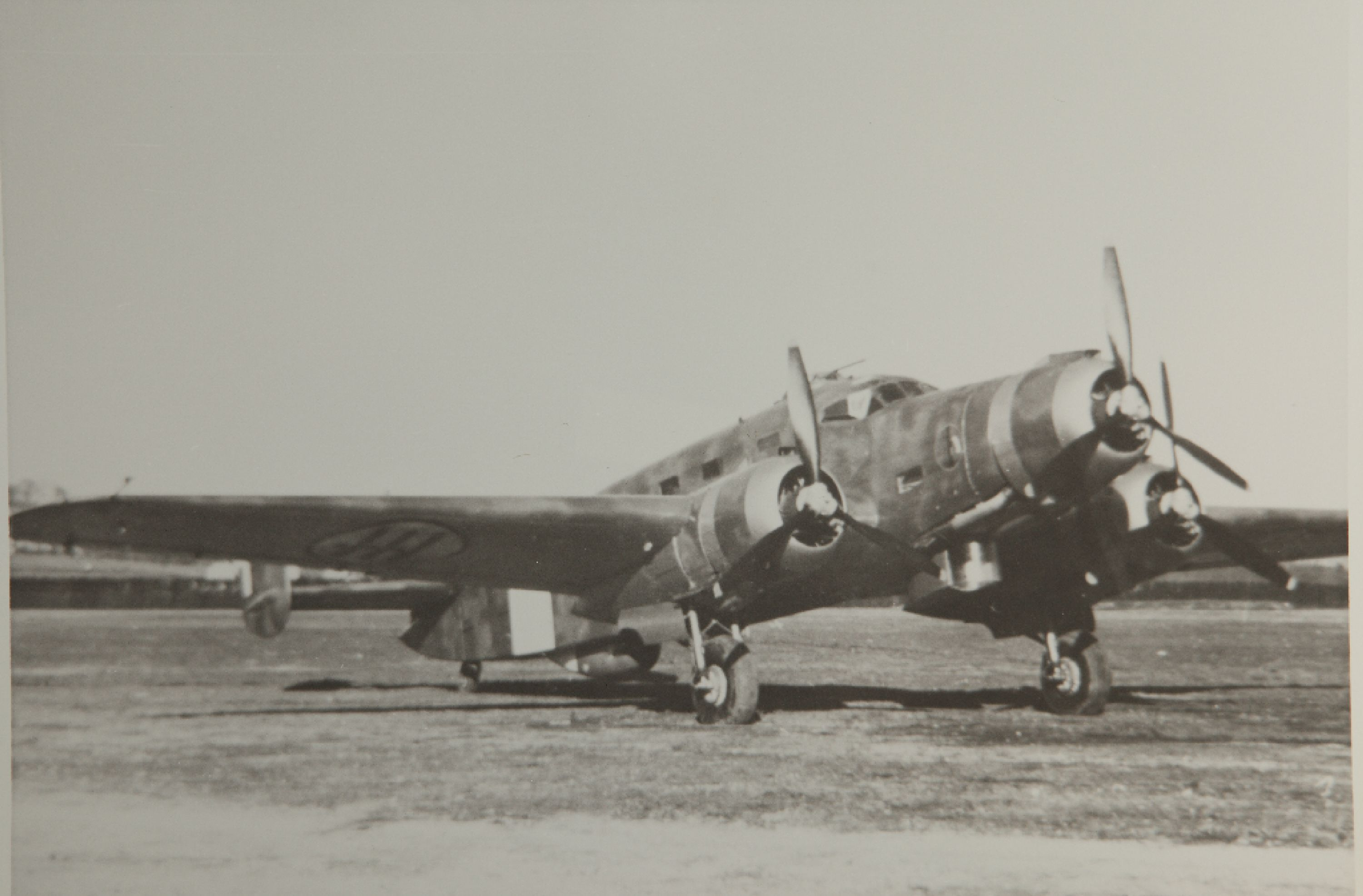
Un bombardiere-aerosilurante Savoia-Marchetti S.M.84.

Nacque a Messina il 17 ottobre 1910. Diplomatosi a Napoli perito industriale, nel 1928 iniziò a frequentare la Regia Accademia Aeronautica di Caserta, Corso Falco, venendo nominato sottotenente due anni dopo. Promosso tenente nel 1932, successivamente fu in servizio presso la 2ª Squadriglia allenamento caccia sull'aeroporto di Aviano, alla Scuola caccia di Castiglione del Lago, e alla Scuola centrale di pilotaggio di Grottaglie. Il 16 giugno 1935, insieme ad altri piloti, costituì sull'aeroporto di Foggia la Scuola di pilotaggio per velivoli da caccia. Divenuto istruttore di pilotaggio presso la Regia Accademia Aeronautica, fu promosso capitano nel 1936 e divenne comandante della 118ª Squadriglia Osservazione Aerea, passando poi al comando della 200ª Squadriglia Bombardamento Terrestre a Rodi. Trasferito in servizio presso l'Aviazione dell'Africa Orientale Italiana, assunse il comando della 18ª Squadriglia di stanza sull'aeroporto di Dessiè. Ritornato in Patria assunse il comando di una squadriglia del 7º Stormo Bombardamento Terrestre. 
Dopo l'entrata in guerra del Regno d'Italia, avvenuta il 10 giugno 1940, partecipò alla spedizione del Corpo Aereo Italiano contro la Gran Bretagna, combattendo durante la battaglia d'Inghilterra. Decorato di una Medaglia d'argento al valor militare, nel 1941 fu promosso maggiore e decorato con una seconda Medaglia d'argento al valor militare assunse il comando del 109º Gruppo del 36º Stormo, equipaggiato con i nuovi bombardieri-aerosiluranti Savoia-Marchetti S.M.84. Il 18 dicembre decollò  al comando di tre S.M.84 per attaccare di sorpresa la Forza K britannica che stava scortando la petroliera Breconshire diretta a Malta con il suo prezioso carico di carburante. Mentre i velivoli si apprestavano all'attacco vennero intercettati dagli Hawker Hurricane del No.159 Squadron e il suo aereo fu abbattuto con la morte di tutti i componenti dell'equipaggio. Per onorarne il coraggio fu decretata la concessione della Medaglia d'oro al valor militare alla memoria.